# Barbara Krug
Barbara Krug, nemška atletinja, * 6. maj 1956, Leipzig, Vzhodna Nemčija.
Nastopila je na olimpijskih igrah leta 1980 ter osvojila srebrno medaljo v štafeti 4×400 m. V isti disciplini je osvojila naslov evropske prvakinje leta 1978.